# Torneig d'escacs

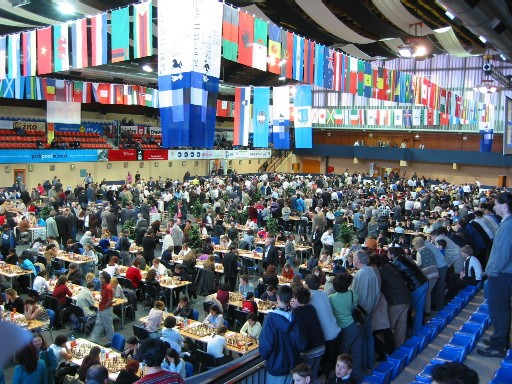
La XXXV Olimpíada d'escacs, a Bled 2002, un torneig d'escacs bianual.

Un torneig d'escacs consisteix en una sèrie de partides d'escacs jugades competitivament, per determinar un guanyador, individual o per equips. Fins a 1851 els enfrontaments entre jugadors d'escacs es resolien en forma de matxs individuals. A partir del primer torneig internacional d'escacs, el Torneig Internacional de Londres de 1851, els torneigs d'escacs han esdevingut la forma estàndard de competició entre els jugadors seriosos
Actualment, entre els torneigs més prestigiosos a nivell internacional, per a competidors professionals, en destaquen el Torneig de Linares i el Torneig Corus. El més gran torneig per equips són les Olimpíades d'escacs, en el qual els jugadors competeixen en representació del seu equip estatal, de la mateixa manera que es fa als Jocs Olímpics. Des dels 1950, els escacs per ordinador han anat entrant també en l'escena dels torneigs.
La majoria dels torneigs d'escacs són organitzats i regulats d'acord amb el manual de la Federació Internacional d'Escacs, que inclou les principals regles i procediments sobre la base dels quals cal muntar el torneig. Els torneigs d'escacs s'organitzen, principalment, o bé per sistema Round-robin, o bé per Sistema suís o bé per sistema eliminatori, per tal de determinar qui n'ha d'esdevenir guanyador.

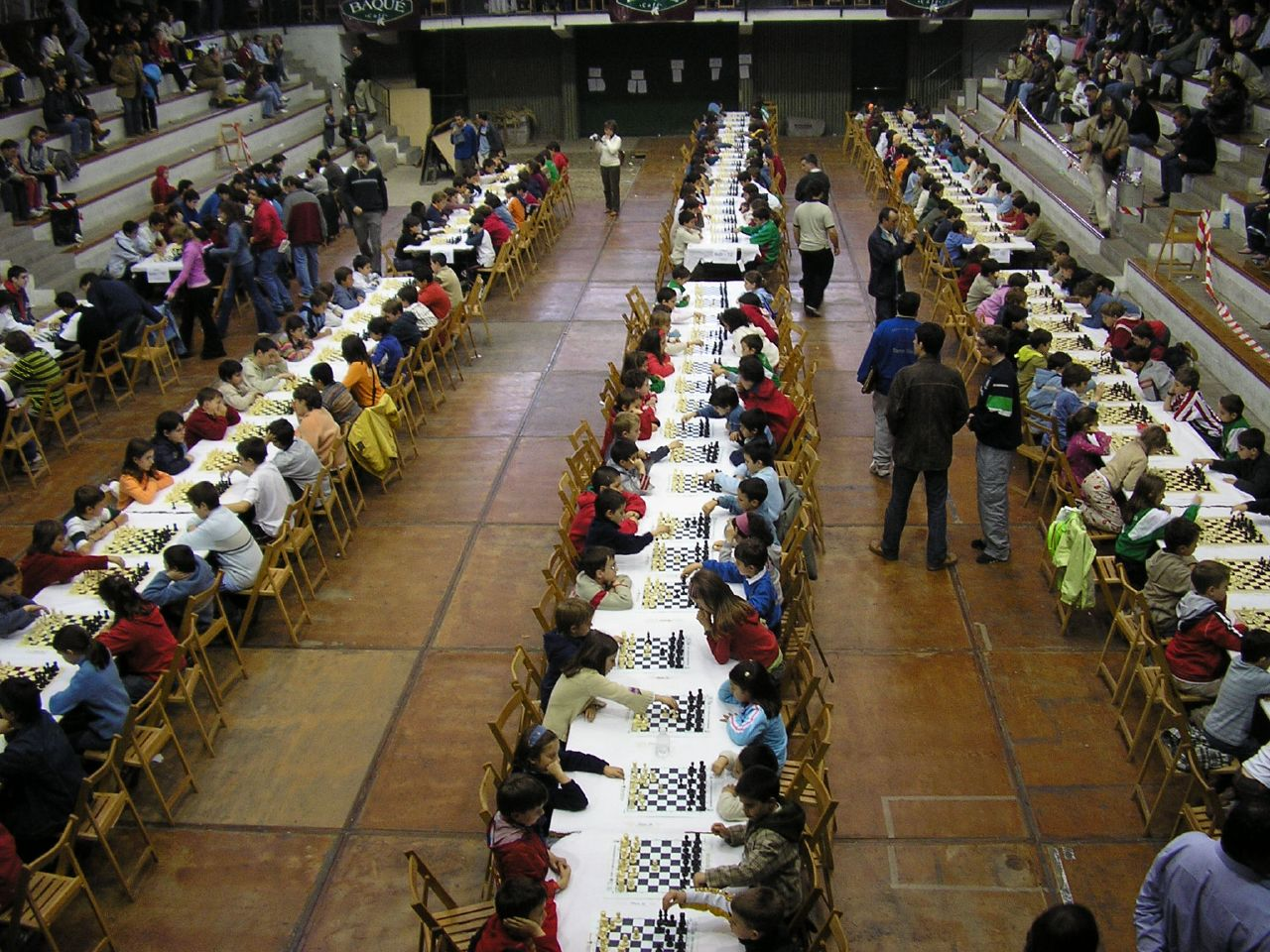
Un gran torneig d'escacs al País Basc.

## Història

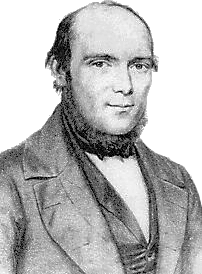
Adolf Anderssen

Tot i que els escacs moderns varen començar al voltant de 1475, el primer torneig (en el sentit de competició estructurada) no es va celebrar fins al 1841, a Leeds. Hi va haver també uns torneigs eliminatoris a Londres el 1849 i a Amsterdam el 1851. El primer torneig d'escacs internacional es va celebrar a Londres el 1851. El Torneig de Londres de 1851 es va celebrar durant la Gran Exposició, i serviria de guia pels futurs torneigs internacionals que el seguiren. El torneig no només va mostrar la necessitat del control de temps, sinó que també va demostrar els inconvenients del sistema eliminatori. Fou guanyat per Adolf Anderssen, qui va passar a ser considerat el millor jugador del món.
El nombre de torneigs internacionals d'escacs es va incrementar ràpidament a partir de llavors. Cap a les darreries dels 1850, s'havien celebrat torneigs internacionals a Berlín, París, Manchester, Nova York, San Francisco, Birmingham, i Viena. Cap al final de la II Guerra Mundial hi havia 24 torneigs d'escacs internacionals per anys, i cap al 1990 n'hi havia una centena.

### Olimpíades d'escacs

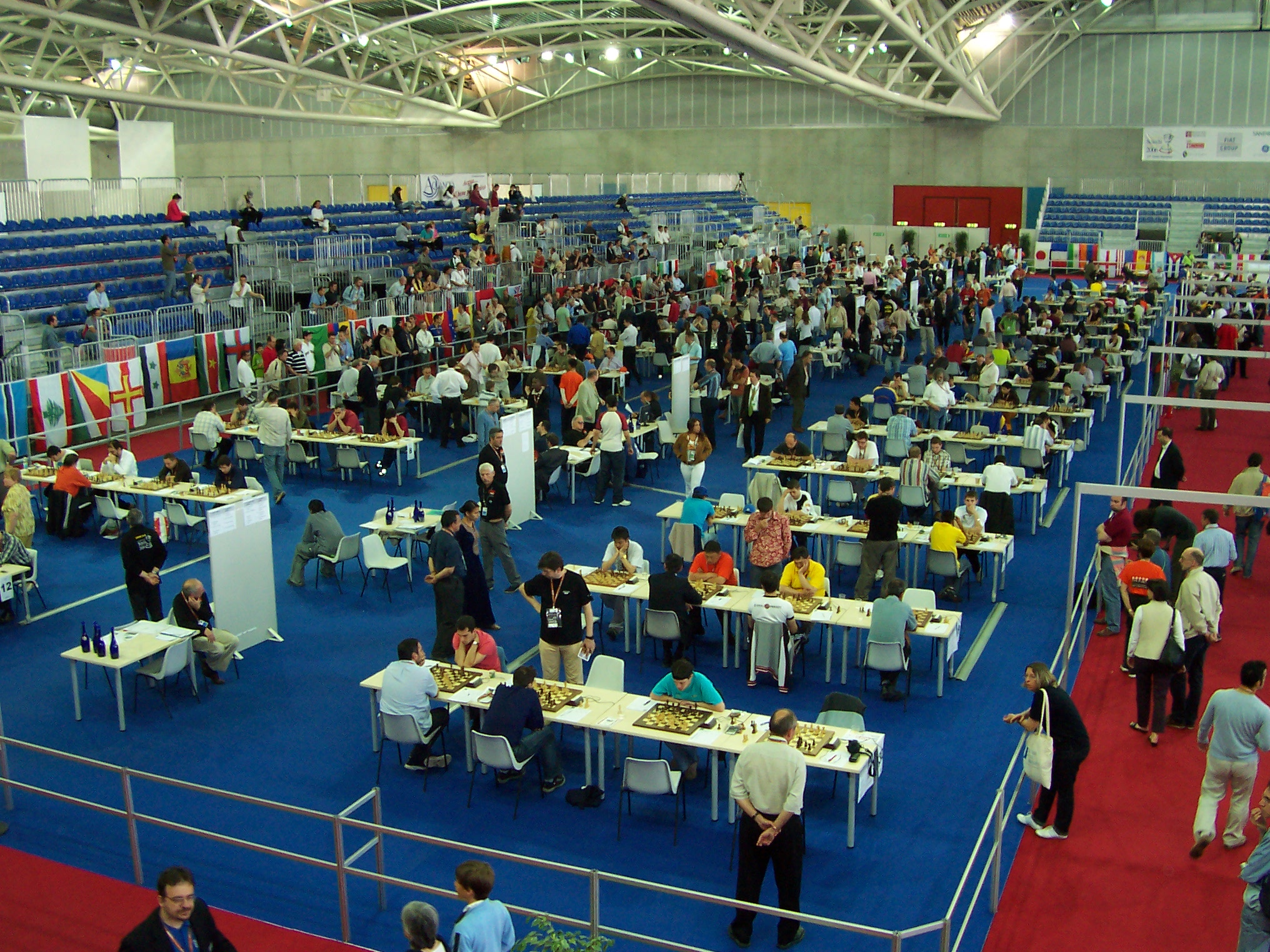
Sala de joc de la 37a Olimpíada d'escacs, Torí 2006.

El 1924, coincidint amb els Jocs Olímpics d'Estiu de 1924, es va fer un intent d'incloure els escacs en els Jocs Olímpics. Malgrat tot, com que era molt difícil distingir entre escaquistes amateurs i professionals, finalment es va haver de desistir. Mentre que Jocs olímpics d'estiu de 1924 se celebraven a París, la I Olimpíada d'escacs no oficial se celebrava separadament, tot i que també a París. La Fédération Internationale des Échecs (FIDE) es va fundar en el darrer dia de la primera olimpíada no oficial. La FIDE organitzà la I Olimpíada d'escacs a Londres el 1927, amb 16 equips participants. Cap a la XXIX Olimpíada el 1990, hi participaven 127 països membres. Les Olimpíades es van celebrar a intervals irregulars per la FIDE fins al 1950; des de llavors, han tingut lloc regularment cada dos anys.